# NGC 492
NGC 492 je galaksija u zviježđu Ribe.

## Vanjske poveznice
- SEDS: NGC 492